# Колективізація
Колективізація сільського господарства — процес об'єднання одноосібних селянських господарств у колективні, які мали різну юридичну форму — товариство спільного обробітку землі, сільськогосподарська артіль, сільськогосподарська комуна, кібуц. В різних країнах колективізація неоднаково вплинула на життя селян.

## Радянський Союз
Ідеї щодо зміни індивідуального сільського господарства на колективне існували від 1917 року, але з різних причин (брак сільськогосподарської техніки, ресурсів тощо) не були широко впроваджені до 1925 року, коли на сільськогосподарський сектор було звернуто більше уваги і докладено значних зусиль для того, щоб збільшити число колгоспів та підвищити ефективність вже існуючих радгоспів. Наприкінці 1927 року, після XV з'їзду ВКП(б), було збільшено інтенсивність колективізації.

## Українська РСР
В радянській Україні ця політика мала драматичні наслідки для етнічного українського населення і його культури, через те, що 86 % населення мешкало в сільській місцевості. Насильницьке впровадження політики колективізації було однією з головних причин Голодомору. В Українській РСР колективізація мала свої специфічні цілі і результати. Радянське керівництво, яке було пов'язане з колективізацією, розуміло революцію «згори», яка проходила в той час в СРСР, в більш широкому контексті.

## Румунія
В Румунії колективізація проходила з 1949 по 1962 роки. Хоча технологічно сільське господарство Румунії було відсталим, воно було основною економічною діяльністю в Румунії після Другої світової війни. Довоєнна румунська аграрна реформа 1921 року призвела до розподілу землі в середньому по 4 га на сім'ю. 23 березня 1945 року для прийняття нової аграрної реформи були проведені ще одні вибори. Завдяки цій реформі 1 057 674 га землі належали 796 129 сім'ям. У 1948 році селяни складали приблизно 75 % населення країни.
Процес колективізації розпочався бурхливо в березні 1949 року указом від 2 березня 1949 року про колективізацію власності площею понад 50 га. Села, вибрані для першої частини колективізації, були найбільш постраждалими від війни та післявоєнного часу. Головною проблемою влади було умовити селян, щоб вони прийняли відповідне рішення. Інші села, колективізовані на першому етапі, були тими, в яких з'явилися антикомуністичні рухи (це села Марамуреш і Добруджа), де комуністична влада використовувала колективізацію як засіб репресій. Процес колективізації в Румунії проходив жорстоко. У 1962 році в Румунії не залишилось одноосібних господарств. На честь цієї події була виготовлена медаль.

## Чехословаччина
Аграрна реформа після Другої світової війни об'єднала більшу частину сільгоспугідь серед селян, хоча в бідних селах все ще залишались одноосібні господарства. Найбільш поширеною формою колективізації були об'єднані землеробські кооперативи (Jednotné Zemedelské Druzstvo, JZD). Після приходу до влади комуністів у 1948 році процес колективізації розпочався з допомогою силових заходів. Найвпертіші селяни були заарештовані та ув'язнені.
В період колективізації багато землеробських кооперативів розпадалися, але потім були відновлені. Після Оксамитової Революції в 1989 році відсоток землеробських кооперативів різко впав (до 3 %). Незабаром колективні сільгоспвиробники зовсім зникли.

## НДР
В Німецькій Демократичній Республіці колективізація в сільському господарстві розпочалася в 1952 році з заснування перших сільськогосподарських виробничих кооперативів. Після того, як останні з 400 тисяч фермерів були примушені до колективізації протягом трьох місяців «соціалістичної весни» в 1960 році (за кількома винятками, такими як ферма в Марінхее), колективізація 31 травня 1960 року вважалася завершеною. За цей період 200 фермерів вчинили самогубство, 15 500 перебігли до Західної Німеччини.
У Кіриці в квітні 2010 року був поставлений меморіал жертвам колективізації, до її 50-річчя. На меморіалі є напис: «Ми єдині, але ми ніщо».

## Іспанія
В Іспанії під час громадянської війни з 1936 по 1939 роки частина територій були колективізовані не на державному рівні, а під владою анархістів і колективним самоврядуванням. Ступінь реалізації колективізації значно варіювалися від регіону до регіону. В провінції Хаен було колективізовано 65 % корисної площі, в провінції Валенсія — 14 %. Ступінь колективізації відома лише приблизно. У 1936/37 республіканці стверджували, що було сформовано 1500 колективів, а на серпень 1938 року їх було 2213. Також стверджують, що 3 мільйони іспанців постраждали від колективізації.

## Ізраїль
Кібуц заснований на принципі колективного володіння майном і засобами виробництва, рівності у роботі, споживанні соціальних послуг, на відмові від найманої праці, був відповіддю на економічні та політичні перешкоди життя в Палестині на початку 20-го сторіччя. В 1909 році було створено першу комуну, яка ґрунтувалась на колективних засадах виробництва сільськогосподарської продукції. До кінця Першої світової війни в країні вже було вісім сільськогосподарських комун загальною чисельністю 250—300 чоловік.